# Érika Miranda
Érika de Souza Miranda (Brasília, 4 de junho de 1987) é uma judoca e militar brasileira.
Integra o Centro de Educação Física Almirante Adalberto Nunes (CEFAN) da Marinha do Brasil com a graduação de terceiro-sargento.

## Carreira
Nos Jogos Pan-Americanos de 2007 e 2011, conquistou a medalha de prata da modalidade. Na edição de 2015 obteve a medalha de ouro. Antes, já vencera duas etapas da Copa do Mundo de Judô (na Áustria e no Brasil).
Classificada para as Olimpíadas de Pequim, acabou se contundindo e foi substituída por Andressa Fernandes. Participou da Olimpíada seguinte, Londres 2012, porém foi derrotada já na primeira luta contra a sul-coreana Kyung-Ok Kim, no golden score.
No Campeonato Mundial de Judô de 2013 obteve a medalha de prata, perdendo a luta final para a kosovar Majlinda Kelmendi por imobilização. Em sua terceira Olimpíada, Rio 2016, chegou perto do pódio, perdendo a disputa do bronze para a campeã mundial Misato Nakamura.
Defendeu o Minas Tênis Clube entre 2006 e 2012. Contratada pelo Flamengo, permaneceu apenas um ano. Em agosto de 2013 retornou ao Minas.
Nos Jogos Pan-Americanos de 2015, Érika conquistou a medalha de ouro na categoria até 52 kg.
Em 25 de janeiro de 2017 anunciou a mudança de clube, passando a integrar o quadro de Atletas da SOGIPA.
Anunciou sua aposentadoria em 2018, tendo fechado a carreira como maior medalhista brasileira no Mundial de Judô: Uma prata (Rio 2013) e quatro bronzes (Chelyabinsk 2014, Astana 2015, Budapeste 2017 e Baku 2018).